# 4624
4624（四千六百二十四、よんせんろっぴゃくにじゅうよん）は、自然数また整数において、4623の次で4625の前の数である。

## 性質
- 4624は合成数であり、約数は1, 2, 4, 8, 16, 17, 34, 68, 136, 272, 289, 578, 1156, 2312, 4624である。
  - 約数の和は9517。
- 68番目の平方数である。1つ前は4489、次は4761。
  - 平方数がハーシャッド数になる27番目の数である。1つ前は4356、次は5184。
- 851番目のハーシャッド数である。1つ前は4620、次は4626。
  - 16を基とする22番目のハーシャッド数である。1つ前は4480、次は4912。
  - 平方数のハーシャッド数の中で平方根がハーシャッド数ではない (68) 8番目の数である。1つ前は4356 (66) 、次は6084 (78) 。
  - 平方数のハーシャッド数の中で基数も平方数となる18番目の数である。1つ前は3600、次は8100。
- 4624 = (64 + 4)2であり、58番目のフリードマン数。1つ前は4536、次は4628。
  - 平方数がフリードマン数になる10番目の数である。1つ前は4096、次は5776。
- 約数の和が4624になる数は1個ある。(4039) 約数の和1個で表せる659番目の数である。1つ前は4622、次は4634。
- 各位の和が16になる346番目の数である。1つ前は4615、次は4633。
- 4624 = 44 + 46 + 42 + 44